# Diane Brewster
Pour les articles homonymes, voir Brewster.

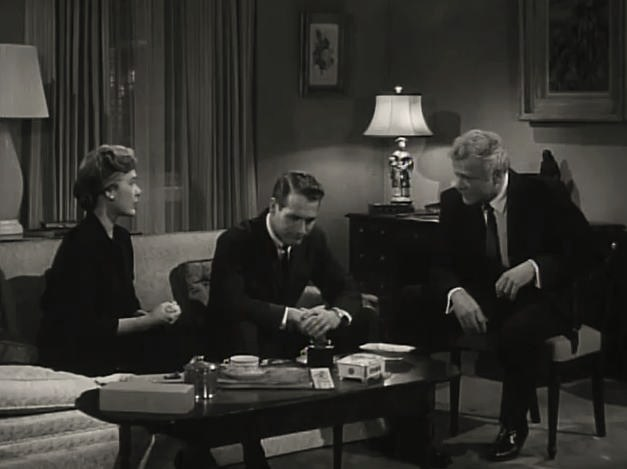
De g. à d. : Diane Brewster, Paul Newman et Brian Keith, dans Ce monde à part (1959)

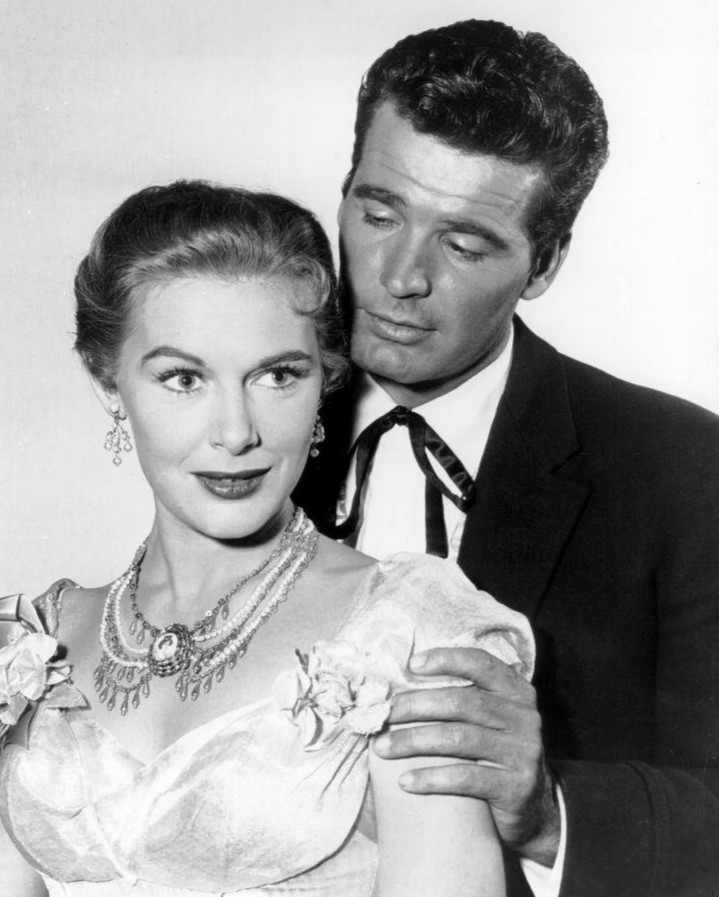
Avec James Garner, dans la série Maverick, épisode According to Hoyle (1957)

Diane Brewster est une actrice américaine, née le 11 mars 1931 à Kansas City (Missouri), morte le 12 novembre 1991 à Los Angeles (quartier de Studio City, Californie).

## Biographie
Au cinéma, Diane Brewster contribue à seulement quatorze films américains, exclusivement dans les années 1950, les deux derniers sortis en 1959 étant Ce monde à part de Vincent Sherman (avec Paul Newman et Brian Keith) et L'Homme dans le filet de Michael Curtiz (avec Alan Ladd et Carolyn Jones).
Pour la télévision, outre un téléfilm en 1983, elle apparaît dans cinquante-et-une séries entre 1952 et 1986, dont Maverick (avec James Garner, quatre épisodes, 1957-1958), Cheyenne (avec Clint Walker, quatre épisodes, 1956-1962) et L'Homme de fer (avec Raymond Burr, un épisode, 1968). Ce fut aussi dans la série culte le Fugitif, la femme du docteur Richard Kimble, Helen Waverley, assassinée par un cambrioleur manchot, et dont le corps sans vie apparaît au générique de chaque épisode des saisons 2, 3 et 4, à chaque mention du "condamné à tort pour le meurtre de sa femme" ; soit 90 de l'intégrale et 26 de la version partielle, doublée à la diffusion dans les années 1960, de la série en France. 
Elle meurt en 1991, à 60 ans, d'une insuffisance cardiaque.

## Filmographie partielle

### Cinéma
- 1955 : Une femme extraordinaire (Lucy Gallant) de Robert Parrish : une vendeuse
- 1957 : Pharaoh's Curse de Lee Sholem : Sylvia Quentin
- 1957 : Fureur sur l'Oklahoma (The Oklahoman) de Francis D. Lyon : Eliza
- 1957 : Courage of Black Beauty d'Harold D. Schuster : Ann Rowden
- 1957 : Le Cerveau infernal (The Invisible Boy) d'Herman Hoffman : Mary Merrinoe
- 1958 : Les Pillards du Kansas (Quantrill's Raiders) d'Edward Bernds : Sue Walters
- 1958 : La Dernière Torpille (Torpedo Run) de Joseph Pevney : Jane Doyle
- 1959 : Le Roi des chevaux sauvages (King of the Wild Stallions) de R. G. Springsteen : Martha Morse
- 1959 : Ce monde à part (The Young Philadelphians) de Vincent Sherman : Kate Judson Lawrence
- 1959 : L'Homme dans le filet (The Man in the Net) de Michael Curtiz : Vicki Carey

### Télévision
(séries, sauf mention contraire)
- 1955 : Alfred Hitchcock présente (Alfred Hitchcock Presents)
  - Saison 1, épisode 10 Le Cas de M. Pelham (The Case of Mr. Pelham) d'Alfred Hitchcock : la secrétaire
- 1956-1962 : Cheyenne
  - Saison 1, épisode 6 The Travelers (1956) de Richard L. Bare : Mary
  - Saison 2, épisode 1 The Dark Rider (1956 - Samantha Thorena Crawford) de Richard L. Bare et épisode 6 Mustang Trail (1956 - Victoria Wilson) de Richard L. Bare
  - Saison 7, épisode 7 Dark Decision (1962) de Robert Sparr : Constance Mason
- 1956-1964 : Les Aventuriers du Far West (Death Valley Days)
  - Saison 5, épisode 1 Faro Bill's Layout (1956) : Grace Fallon
  - Saison 13, épisode 10 The $25,000 Wager (1964) d'Harmon Jones : Flora
- 1957-1958 : Maverick
  - Saison 1, épisode 3 According to Hoyle (1957) de Budd Boetticher, épisode 20 The Savage Hills (1958) de Douglas Heyes et épisode 23 The Seventh Hand (1958) de Richard L. Bare : Samantha Crawford
  - Saison 2, épisode 10 Shady Deal at Sunny Acres (1958) de Leslie H. Martinson : Samantha Crawford
- 1958 : Mike Hammer (Mickey Spillane's Mike Hammer), première série
  - Saison 1, épisode 8 Death Takes an Encore : Mlle Patti
- 1958-1965 : La Grande Caravane (Wagon Train)
  - Saison 1, épisode 19 The Honorable Don Charlie Story (1958) de David Butler : Julie Wharton
  - Saison 3, épisode 14 The Lita Foladaire Story (1960) de Jerry Hopper : Lita Foladaire
  - Saison 8, épisode 14 The Echo Pass Story (1965) de Joseph Pevney : Bea Dressen
- 1959 : Au nom de la loi (Wanted: Dead or Alive)
  - Saison 1, épisode 29 La Jeune Fille disparue (Double Fee) de Don McDougall : Amy Winter
- 1959 : Bat Masterson
  - Saison 1, épisodes 32 et 33 The Conspiracy, Parts I & II d'Alan Crosland Jr. : Lynn Harrison Surratt
- 1962 : L'Homme à la carabine (The Rifleman)
  - Saison 4, épisode 26 Jealous Man de Lawrence Dobkin : Fay Owens
- 1962-1964 : 77 Sunset Strip
  - Saison 5, épisode 8 The Dark Wood (1962) e Richard C. Sarafian : Willa Phelps
  - Saison 6, épisode 19 Dead as in « Dude » (1964) d'Abner Biberman : Gloria Townsend
- 1963 : Les Hommes volants (Ripcord)
  - Saison 2, épisode 22 The Lost Tribe : Dr Jerri Summers
- 1963 : Perry Mason, première série
  - Saison 6, épisode 27 The Case of the Potted Planter de Jesse Hibbs : Andrea « Andy » Walden
- 1963-1967 : Le Fugitif (The Fugitive)
  - Saison 1, épisode 14 La Fille de la petite Égypte (The Girl from Little Egypt, 1963) de Vincent McEveety : Helen Kimble
  - Saison 4, épisode 30 Le Jugement, 2e partie (The Judgment, Part II) de Don Medford : Helen Kimble
- 1967 : Cher oncle Bill (Family Affair)
  - Saison 2, épisode 11 Freddie de William D. Russell : Frederica « Freddie » Parkhurst
- 1968 : L'Homme de fer (Ironside)
  - Saison 1, épisode 8 La Deuxième Police (Force of Arms) : Susan Weathers
- 1970 : Les Règles du jeu (The Name of the Game)
  - Saison 2, épisode 23 Echo of a Nightmare de John Newland : Helen Crown
- 1983 : Simon et Simon (Simon & Simon)
  - Saison 2, épisode 23 Secret de famille (The Skeleton Who Came Out of the Closet) de Paul Krasny : la deuxième infirmière
- 1983 : Still the Beaver, téléfilm de Steven Hilliard Stern : Mlle Canfield